# Sitobion papillatum
Sitobion papillatum är en insektsart. Sitobion papillatum ingår i släktet Sitobion och familjen långrörsbladlöss.

## Underarter
Arten delas in i följande underarter:
- S. p. subnudum
- S. p. papillatum